# Bariloche (televisieprogramma)
Bariloche is een zesdelige documentairereeks van productiehuis Bargoens die door de Vlaamse televisiezender Canvas uitgezonden werd in het voorjaar van 2022.
In de reeks praat Eric Goens met de kinderen en kleinkinderen van Vlaamse collaborateurs die na de Tweede Wereldoorlog naar Argentinië gevlucht zijn om er een nieuw leven op te bouwen. De getuigenissen worden aangevuld met archiefbeelden en duiding door Argentijnse en Vlaamse experten.

## Afleveringen
| Nr. | Titel                                          | Kijkcijfers (live) | Uitzenddatum |  |
| --- | ---------------------------------------------- | ------------------ | ------------ |  |
| 1 | De Oostfronter en de Duitsgezinde verpleegster | 208.885            | 12 mei 2022  |  |
| Eric Goens praat met Reni Viaene, wiens vader tijdens de Tweede Wereldoorlog als Oostfronter samen met het Duitse leger tegen de Russen in Stalingrad vocht en wiens moeder als verpleegster voor het Duitse Rode Kruis werkte. |                                                |                    |              |  |
| 2 | De schilder met nazisympathieën                | 137.506            | 19 mei 2022  |  |
| Antoon Maes, tijdens de Tweede Wereldoorlog lid van de Vlaamse SS en de politieke partij DeVlag, groeide vanaf 1950 in Bariloche uit tot een gevierd kunstschilder. |                                                |                    |              |  |
| 3 | Walhalla voor collaborateurs                   | 118.650            | 26 mei 2022  |  |
| Deze aflevering schetst een beeld van Bariloche als toevluchtsoord voor Europese collaborateurs en gevluchte oorlogsmisdadigers, waaronder voormalig SS-officier Erich Priebke die er een invloedrijk publiek figuur werd. Pas in 1995 werd hij ontmaskerd en uitgeleverd aan Italië om er zijn levenslange gevangenisstraf uit te zitten. |                                                |                    |              |  |
| 4 | De Arische bokser                              | Onbekend           | 2 juni 2022  |  |
| Eric Goens praat met Pablo Sys, de kleinzoon van Karel Sys die in de Duitse propaganda als getrainde bokskampioen een uithangbord was voor het Arische ideaalbeeld. |                                                |                    |              |  |
| 5 | De jeugdleidster en de oorlogsburgemeester     | 139.112            | 9 juni 2022  |  |
| Deze aflevering schetst het verhaal van twee markante Vlaamse collaborateurs: Jetje Claessens, die aan het hoofd stond van de Vlaamse-nationalistische jeugdbeweging "Dietsche Meisjesscharen" en Camiel Baeck, die als oorlogsburgemeester van Mechelen de stad met harde hand bestuurde.                                                 |                                                |                    |              |  |
| 6 | De ongemakkelijke waarheid                     | 119.529            | 16 juni 2022 |  |
| Ook in deze aflevering gaat Eric Goens dieper in op het levensverhaal van Jetje Claessens en Camiel Baeck. Hij praat met Pieter Delaeter, zoon van Jetje Claessens en gewezen Oostfronter Frank Delaeter, en met Lucia Baeck, dochter van Camiel Baeck, over hun jeugd en de contacten met andere uitgeweken Vlaamse gezinnen.             |                                                |                    |              |  |